# Sołoki
Sołoki (lit. Salakas) – miasteczko na Litwie, położone w okręgu uciańskim w rejonie jezioroskim, siedziba starostwa Sołoki, 25 km na wschód od Daugieli, 604 mieszkańców (2001). 
Dobra prestymonialne prałata-kantora kapituły wileńskiej. 
Znajduje się tu kościół katolicki z pocz. XX wieku, szkoła podstawowa, poczta i biblioteka. 
W okresie międzywojennym kilka kilometrów na wschód od miejscowości przebiegała granica polsko-litewska.
Podczas okupacji hitlerowskiej na początku sierpnia 1941 roku Litwini utworzyli getto dla żydowskich mieszkańców. Przebywało w nim około 200 osób. 27 sierpnia 1941 roku zlikwidowano getto, a Żydów wywieziono do obozu 10 km od miasteczka. 29 sierpnia 1941 roku policjanci litewscy dowodzeni przez dwóch SS-manów wymordowani łącznie 2570 osób. 
Od 2004 roku miejscowość posiada własny herb nadany dekretem Prezydenta Republiki Litewskiej, po roku 2000 uzyskało też status miasteczka.
Tu urodził się Egidijus Sileiks, litewski prawnik, konstytucjonalista.